# Оркахо-де-Монтемайор
Оркахо-де-Монтемайор (ісп. Horcajo de Montemayor) — муніципалітет в Іспанії, у складі автономної спільноти Кастилія-і-Леон, у провінції Саламанка. Населення — 170 осіб (2010).
Муніципалітет розташований на відстані близько 190 км на захід від Мадрида, 65 км на південь від Саламанки.

## Демографія
Динаміка населення (INE ):

## Зовнішні посилання
- Провінційна рада Саламанки: індекс муніципалітетів
- Посилання на Google Maps